# 毛皮

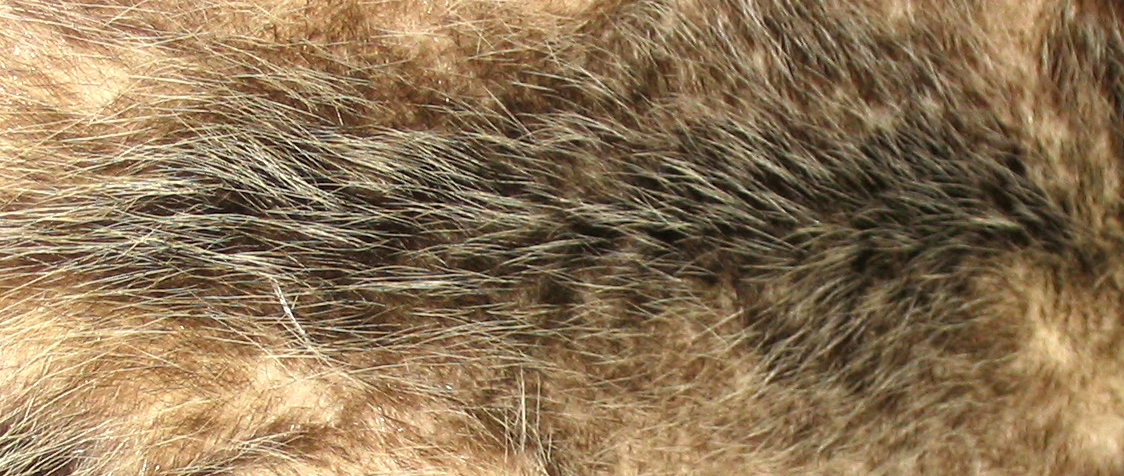
オポッサムの毛皮

毛皮（けがわ、英: fur）とは、体毛がついたままの獣皮のこと。動物の毛皮を用いないフェイクファーなどの呼び方との対比で、本物の動物の毛皮のものをリアルファーとも言う。現代では、基本的には毛皮は皮の部分をなめして使う。
古来、防寒具やファッションなどに利用されてきた。一般に人間が衣類などに利用する上では、断熱性を求める場合には加工し易い体毛を持つ哺乳類が用いられる。なお哺乳類でも水辺などに生息する動物や、細かく柔らかい毛並みを持つ動物のほうが好まれる傾向もあり、それら毛皮目あての乱獲などにより絶滅に瀕した動物もいる。
動物の犠牲を伴う毛皮使用への反対から、多数のファッションブランドがフェイクファーへ転向、主要毛皮生産国も撤退しつつあり、EUでは毛皮製品の輸入額が過去10年間で60％以上減少している。

## 利用の歴史

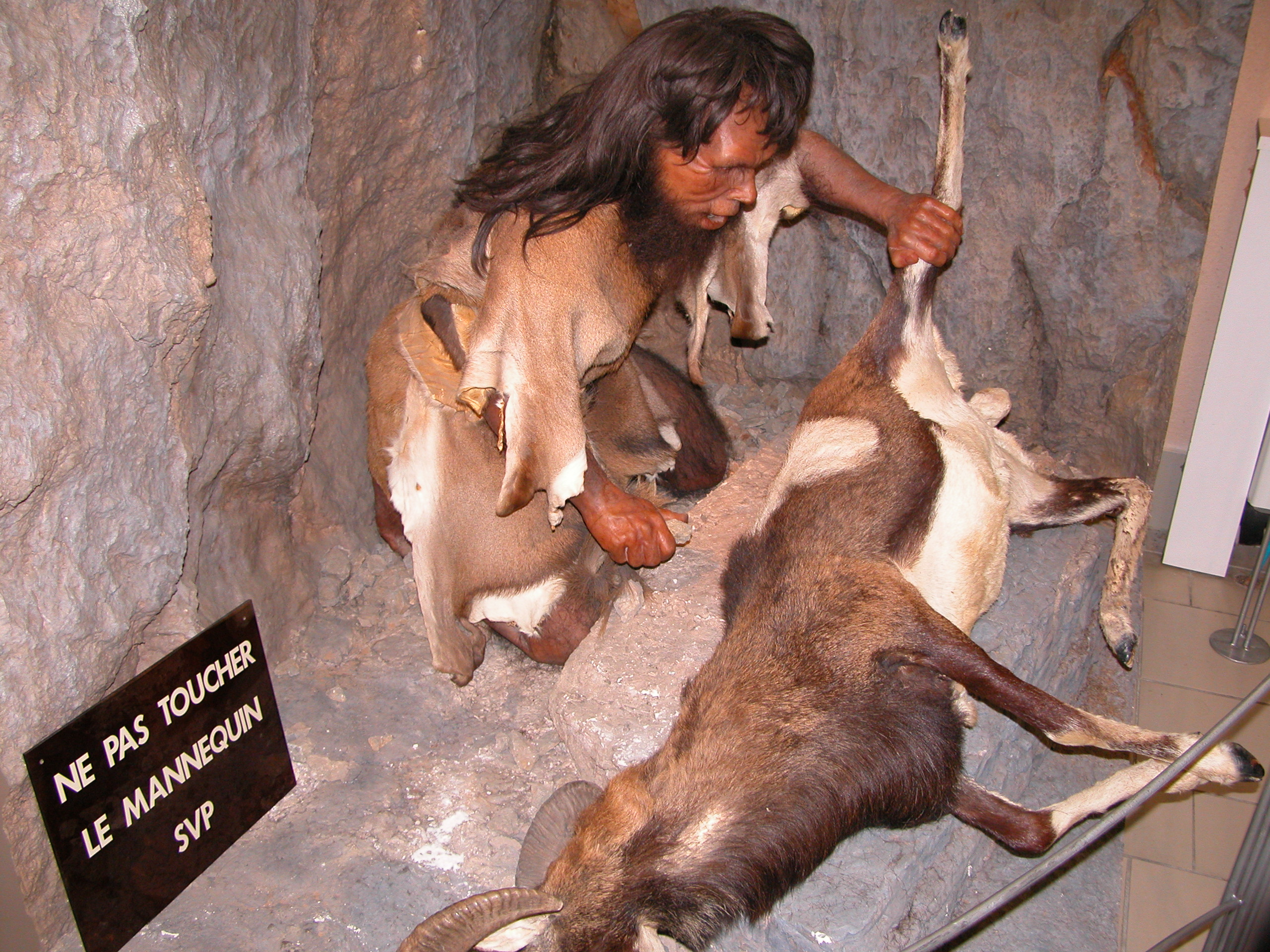
35万年前のトータヴェル人を再現した人形。（フランス、トータヴェル）

人類は旧石器時代から、狩猟を行い動物を食用にし毛皮を衣類として使用していたと考えられている。かつては防寒具として毛皮に代わるものはなかったと考えられており、特に寒冷な気候の北ヨーロッパなどでは、毛皮は生活に欠かせない必需品であった。カエサルの『ガリア戦記』にはゲルマン人が毛皮を着用していたことを示す記述がある。

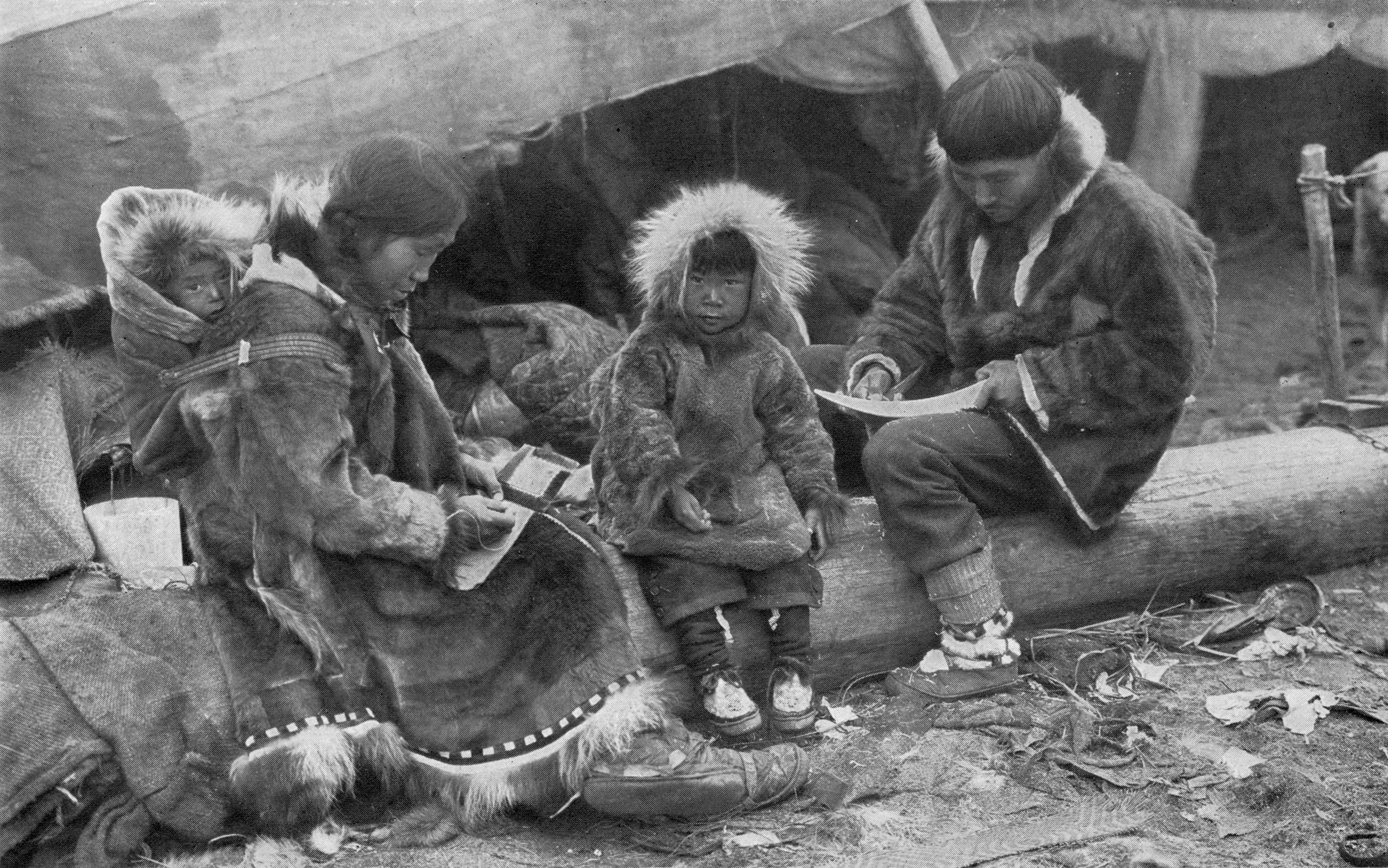
毛皮をまとっているエスキモー（『National Geographic Magazine』の1917年掲載写真）

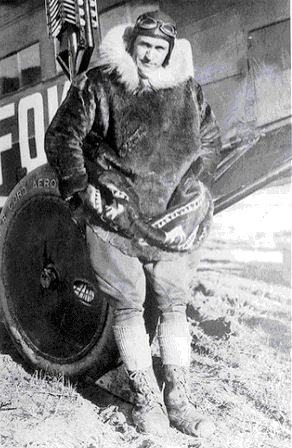
寒いコクピットに座るパイロットが着用した毛皮のコート

封建時代のヨーロッパでは、高級な毛皮は宝石などと同様、財宝として取り扱われた。イギリスのヘンリー8世（在位、1509年 - 1547年）は王族・貴族以外の者が黒い毛皮を着用することを禁じ、とりわけ黒テンの毛皮は子爵以上の者しか着用できないとした。18世紀以降にはヨーロッパ全土に広まり、貴族はキツネ、テン、イタチなど、庶民はヒツジ、イヌ、ネコなどの毛皮を使用していた。
黒テンやビーバー、キツネといった毛皮はロシアの主要な輸出品として、大きな商業上の利益をもたらした。16世紀以降、ロシア帝国は毛皮を求めて、東方に領土を広げ、シベリア開発を行った。ロシア政府はシベリアの少数民族に対し、毛皮の形で税を徴収した。この税は「ヤサク」と呼ばれる。
18世紀にはラッコの毛皮が流行し、最高級品として高値で取引された。ロシア人はこれを求めて極東のカムチャツカ半島、さらにはベーリング海峡を越えて北アメリカ大陸のアラスカまで進出し、毛皮業者に巨万の富をもたらした。乱獲により、20世紀初頭にはラッコは絶滅寸前まで減少した。
シベリアやアラスカのエスキモーなど寒冷地方に生活する人々は、防寒用としてトナカイやアザラシの毛皮を愛用している。帽子、上着、ズボン、長靴、手袋など、ほぼ全身を毛皮で覆っている。ロアール・アムンセンも南極探検の際にはイヌイットから伝授された毛皮の防寒着を使用した。
20世紀の半ば以降、狩猟による毛皮の採取は減少し、大半は飼育場で飼われたものの毛皮を加工し生産するようになった。天然の毛皮は世界各地で産出するものの、重要な供給地は寒冷地である。
日本
旧石器時代の例としては、北海道柏台1遺跡から2万年前の着色された毛皮と見られる痕跡が確認されており、着色料としては黒色顔料である二酸化マンガンと赤色顔料である赤鉄鉱などが使用されたと見られ、採掘された鉱石も近くの遺跡から見つかっている。
日本において、他国から毛皮の輸入をうかがわせる逸話を記した記事は、『日本書紀』斉明5年（659年）条に高句麗使人がヒグマの毛皮（敷物）を売ろうとした話が見られる（詳細は「ヒグマ#人間との関わり」の日本を参照）。この時期（7世紀半ばの時点）では、列島の北方（北海道）交易からもヒグマの毛皮が流れていた（それ以前では高句麗からの輸入に頼っていた）内容となっている。
嵯峨天皇の時代以来、渤海国からテン（貂）やトラなどの毛皮が高級舶来品として輸入された。平安時代には貴族の間で毛皮が流行し、富裕な人々が防寒着として着用した。延長5年(927年)の『延喜式』の弾正台式（貴族の服装規定）には、公式な場での位階別の毛皮着用基準が定められており、貂皮が参議以上しか着用を認められない最高級のランクとされていた。例えば、平家重代の鎧である唐皮はトラの毛皮が用いられている（『平家物語』）。
室町幕府第6代将軍足利義教が再開した勘合貿易によって、中国側の回賜品目として蛇皮50張、猿皮1万張、熊皮30張が挙げられ、送られた。
庶民においては、古くよりたとえばマタギなど猟師は自ら仕留めた獣の毛皮を加工し、防寒着などとして用いていた。また豪奢な装飾用の敷物や工芸品の素材として利用されていたようである。
ただし、一般では衣料素材としてはあまり積極的に使われておらず、細々とした流通にとどまっていた。日本の最初の、一般向けに毛皮を販売する専門店は、1868年に栃木県日光市鉢石町で創業した山岡毛皮店だとされている。
第二次世界大戦時では、軍需品としてのムササビの毛皮が高騰した（詳細は「ムササビ#人との関係」を参照）。戦時下では大日本猟友会が毛皮を収入源としていた（詳細は「大日本猟友会#歴史」を参照）。また飛行服の素材として諸外国と同様にヌートリアの飼育を国民に奨励したが、戦後には放逐・野生化し問題となっている。
1959年1月14日に皇太子明仁親王・正田美智子婚約の折、正田側が実家を出る折に身に着けていたミンクのストールが当時のテレビで大々的に放映され、世の女性たちはミッチー・ブームで熱狂、ミンクのストールも注目された。おりしも日本は岩戸景気で大衆も豊かさを実感し享受する時代に突入していたので、毛皮はそれまで一部の権力者や有力者だけの贅沢品だった状態から、一気に一般労働者層でも頑張れば手が届く、高価で贅沢だが一般的な装飾的意味合いの強い衣料品にまでなった。
現代では動物愛護や動物の権利の意識の高まりから毛皮の利用に対して国際的な反対運動が展開されており、特に寒冷地等で「必需品」として利用するのではなく「贅沢品」として利用する事には強い嫌悪感を持つ人も多いと言われる。なお、愛玩動物としての地位もある犬や猫の毛皮に関しては、こういった嫌悪感が形成されやすい傾向も見られ、ヨーロッパでは2006年9月に流通していた毛皮製品の内に犬や猫のそれを使った物が確認されたため社会問題となり、2006年11月20日に欧州連合の加盟諸国間では貿易禁止となった 。

## 主な毛皮獣

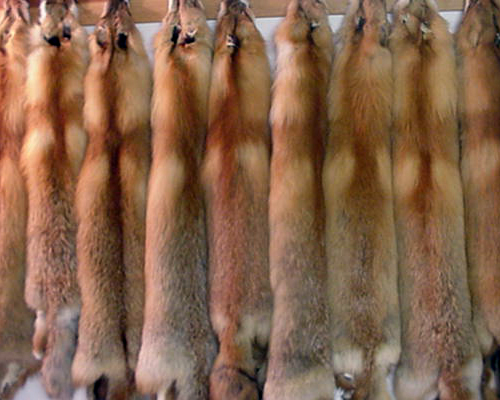
アカギツネの毛皮

哺乳類は体表に体毛が生えている。密生した体毛はその中に空気の層を保ち断熱性に優れており、これによって哺乳類は熱が逃げ体温が下がることを防いでいる。野生動物は雨などにさらされるが、たとえ毛皮の外面・表面が濡れるような状況になっても毛の根元は油分により水をはじくことで水の気化により熱を奪われることを防ぐ。冬季にはさらに細かな毛を増やして断熱性を高める動物もいる。毛を残したままの皮革は、皮革に上記のような防寒の効果・効用が加わったものになり、つまり防寒具となるのである。
鳥類の羽毛も空気を含み優れた保温・断熱の役割を果たしているが、ただ羽毛は毛皮のようには剥がしてシート状のまま扱うことは難しい。
毛皮獣として、キツネ、テン、イタチ、チンチラなど寒冷地に生息する種や、ラッコ、カワウソ、ビーバー、アザラシなど半水生ないし水生の種が主に用いられる。これらはいずれも断熱性に優れた毛皮を持つ。
商業的に毛皮獣を飼育・生産する施設は、毛皮農場（毛皮工場）と呼ばれる。
日本においては、野生のキツネの生息数が少なくなり、戦前に養狐事業が国営で千島、企業規模で樺太、北海道、本州の一部で行われた。アカギツネとホッキョクギツネが輸入され、エキノコックスの流入や在来種との混血が強く疑われる。タヌキの養殖は北海道から本州の各地まで行われたが、農家の副業や小規模な個人事業が大半だった。
毛皮動物の種類
- マスクラット -
- ヌートリア -
- ビーバー -
- チンチラ  - げっ歯類の小動物。青灰色の毛をもつ。20世紀初頭、乱獲により絶滅寸前まで減少した。野生のチンチラはワシントン条約により保護されている。
- ラビット（カイウサギ） -
- レッキス    -
- ノウサギ   (ヤマウサギ)    -
- レッドフォックス  (アカギツネ)    -
- シルバーフォックス    - アカギツネが突然変異により、銀色の毛色になったもの。劣性遺伝であるため、野生のものはまれであるが、1898年にプリンスエドワード島にて飼育が成功して以降、安定した供給が可能となった。
- クロスフォックス    - レッドフォックスとシルバーフォックスの掛け合い。
- ブルーフォックス  (ホッキョクギツネ)   - 青ギツネ。フォックスの中で一般的に流通している北極狐の灰色の固体。
- シャドーフォックス  (ホッキョクギツネ)    -白ギツネ。北極狐の白い個体。
- タヌキ  (狸)    -
- イタチ  (鼬)    - ニホンイタチ、ウィーゼル、コリンスキー、フィッチ、アーミン、ラスカ、フィッシャー、ウルバリン、パーミー等。
- ミンク    - イタチ科の小動物。毛皮獣のなかでも飼育による生産開始時期が古く、1866年から行われている。1930年代以降、大量生産がなされるようになった。突然変異により、様々な毛色のものが得られている。
- セーブル  (黒貂)    -
- マーテン  (貂)    - 黄貂、パインマーテン、ストンマーテン
- バジャー  (穴熊)    -
- リバーオター  (カワウソ)  -
- キャット -  リンクス、ボブキャット、オセロット、チーター、ピューマ、ジャガー、ユキヒョウ、パンサー、クロヒョウ、タイガー、ライオン
- ジャコウネコ  -  ハクビシン、シベットキャット
- スカンク  -  シマスカンク
- ラクーン  (アライグマ)  -  カコミスル
- ベアー（熊） - ニホンクロクマ、ヒグマ、ツキノワグマ、マレーグマ、ハイイログマ、ホッキョクグマ等
- アザラシ  -
- ケープシール  -  ミナミオットセイ
- リス  -  ロシアリス、カナダリス、シマリス、サスリック、ムササビ、モモンガ、マーモット
- モール  -
- ポニー (馬)    -
- ゼブラ  (シマウマ)    -
- カウ（牛） - カーフ  (子牛)
- ゴート（山羊） - キップ  (小山羊)
- シープ（羊） - ラム  (子羊)
- アンテロープ  (レイヨウ)    -  ニホンカモシカ、シロー、スプリングボック、ガゼル
- ディア  (鹿)  - ニホンジカ、キョン、レインディア、エルク等
- カンガルー  -  ワラビー
- オポッサム  -  アメリカンオポッサム、フクロギツネ
- モンキー  -  コロブス

## 毛皮の特徴
保温性、吸湿性、通気性に優れるものの、他の天然繊維に比べると熱・光・かび・害虫などに弱い。
防寒用として衣服や履物の内側に使われることが多かったが、より安価で高性能な合成素材の登場により、現代ではショール、袖口、裾などの装飾に用いられている。

## 毛皮の加工
前処理
動物を畜殺して剥いだ生皮から肉塊や脂肪塊を取り除く。さらに中性洗剤や、工業用のガソリンといった有機溶剤で、脱脂を行う。
なめし
脱脂後、なめし剤に漬込んで防腐処理を行う。なめし剤として、ミョウバンと食塩の混合溶液や、塩基性クロム塩と食塩の混合溶液などが用いられる。ミョウバンによるなめしは古くから行われてきたものであるが、水分に弱いため、染色には向かない。クロム塩によるなめしは耐水性、耐熱性に優れるが、毛皮が淡青緑色に着色してしまうという難点がある。皮革のなめしのことを英語でタンニング (tanning) と呼ぶが、毛皮の場合ドレッシング (dressing) と呼ばれる。
仕上げ
必要に応じて染色を行う。加脂によって皮繊維に油脂を浸透させ、「水分を加える」→「揉みと延ばし」→「乾燥」を繰り返すことで、柔軟性を良くする。さらに、剪毛機によって毛並みを整えて製品とする。
- 毛皮用ミシン（ドイツ語版）
- 皮剥ぎナイフ（ドイツ語版）
- 毛皮を叩く処理（ドイツ語版） ‐ 虫とゴミ落とし・毛を整えるためにヘーゼルナッツの木の棒で叩く作業が行われた。後に作業は機械化された。
- Galonieren（ドイツ語版） - 毛皮のパッチワーク。Auslassen (Kürschnerei)（ドイツ語版）
- 裁断 (毛皮)（ドイツ語版）
- Tretstock（ドイツ語版）、Trampeltonne（ドイツ語版） - なめし作業としてミョウバンなどと共に毛皮を入れて足踏みするための樽。

## 動物福祉上の問題

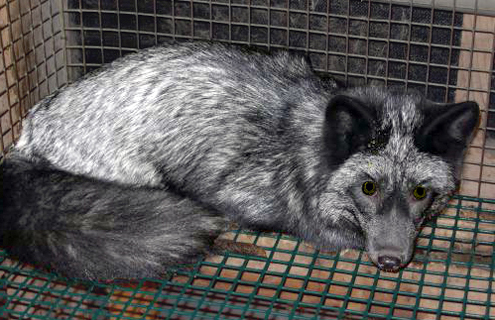
毛皮用養殖場のケージの中のキツネ

世界の毛皮の85％以上が野生由来ではなく、毛皮用の動物養殖農場から生産されており、その養殖場における動物の扱いが問題視されている。一般に不必要な動物への危害は避けるべきだという法学者のフランシオンは、毛皮も不必要な危害の禁止に反し、やめるべきだと指摘する。
2004年から2005年に Swiss Animal
Protection などNGO（非政府組織）の調査で、中華人民共和国河北省の毛皮生産現場の劣悪な動物飼育施設や、タヌキが意識のある状態で毛皮を剥されているなどの実態が明らかになって以降、中国だけではなくフィンランドやノルウェーなどでも毛皮用動物養殖農場の劣悪な飼育環境について告発が続いている。毛皮養殖場の動物には常同行動や幼児殺害、自傷行為などの異常行動がみられることや、近親交配の結果、斜頸や難聴、免疫不全の個体が生まれることなどが確認されている。
動物福祉の観点から、世界各国で毛皮廃止運動がおこっており、ワールドワイド ファー フリー フライデー (WFFF) には、世界の200か国でデモンストレーションが行われている。

### 毛皮廃止の動き
毛皮利用への批判を受け、近年、ファストファッションブランドからラグジュアリーブランドまで毛皮の廃止を宣言するファッションブランドは増加している。毛皮に反対する国際連盟 Fur Free Alliance（FFA/事務局：オランダ・アムステルダム）が各国で展開しているファーフリープログラムには現在859のファッションブランドが参加しており、これらのブランドは毛皮を販売しないことを宣言している。ファーフリープログラムに参加しているブランドはグッチ、ヒューゴ・ボス、アルマーニなどのラグジュアリーブランドからZARAやH&Mのようなファストファッションブランドまで幅広い。
日本の主な毛皮廃止ブランドではアシックス、グンゼ、コム・デ・ギャルソン、しまむら、ダイソー、ハニーズ、ミキハウス、無印良品、モンベル、ユニクロ、またペット用品のようなファッション以外の企業においても毛皮廃止の動きが広がっている。
アメリカのカリフォルニア州では、2023年1月1日から毛皮製品の販売を禁止する法律が施行された。2023年にはドイツの農業大臣が「必要のない高級品を生産するために、これらの動物を繁殖させ、殺すことは倫理的に許されない。」と発言。
世界最大の毛皮生産国である中国では、ミンク、キツネ、タヌキから採取された毛皮の総産出量が、2014年の8700万枚から2019年には3900万枚、2021年には2700万枚に減少した。ミンクの毛皮の統計を見ると、中国を含めた世界全体の生産量も減退を続けている。
ヨーロッパで毛皮養殖を22か国が禁止している。新型コロナウイルス感染症への防疫措置としてミンクの殺処分が2020年11月に命じられたデンマークでは、飼育業者の協同組合が数年後に廃業すること決定。2024年の報告によると、ヨーロッパの主要毛皮生産国の一つであるフィンランドでは、毛皮農場の規模縮小や閉鎖が急速に進んでおり、過去5年間で、ミンクの生産量は50％減少、キツネの養殖は68％と急激に減少しているという。2023年9月27日、リトアニア議会は毛皮農場禁止法案を可決。本法により国内、約40のミンク農場と30のチンチラ毛皮農場を2027年までに閉鎖しなければならない。同年12月、バーバリーなどが会員となる英国ファッション評議会は、ロンドンファッションウィークで毛皮の使用を正式に禁止すると発表した。スウェーデン政府は2023年にミンク農場の閉鎖に補助金を出すと発表。2024年にはルーマニアが毛皮養殖禁止を決定した。

### 毛皮の代替品
リアルファーに対して、毛皮に似せた人工毛皮をフェイクファーと呼ぶが、最近、技術が向上し、エコファーとも呼ばれ始めた。日本では和歌山県高野口の織物産業が注目されている。ただし、フェイクファーは化学繊維であることからエコファーと呼ぶことに対する異論もある。
植物成分や再生ポリエステルを使用したものも登場している。
廃棄された魚の皮の利用も行われている。

## 環境汚染
なめしに使われる化学薬品には環境や人体に有害な六価クロムやホルムアルデヒドを含んでおり、毛皮なめしが盛んな中国では河川、生活水、農業用水などが汚染され「がんの村」と呼ばれる村が多数存在する。毛皮の生産が盛んな河北省などはその筆頭である。六価クロムもホルムアルデヒドも国際がん研究機関（IARC）の分類ではグループ1（人に対して発がん性がある）に指定されており、2001年の調査では広東省の村でのがん罹患率は全国の平均値の9倍であった。がんの村は2013年に中国政府も重点課題と認めるところとなり取り組みはされているようだが解決には長い年月がかかるものと思われる。

### 化学物質の残留
毛皮から基準値を超える六価クロムやホルムアルデヒドが検出されることがあるため、毛皮製品を使用することによる健康面が懸念されている。海外の調査ではベビー・キッズアイテムの毛皮から人体に影響のある危険な化学物質が高濃度で検出され、2016年にはイタリアの保健省から毛皮が付いているいくつかの子供用衣料品の回収命令が市場に出された。日本でも2009年の東京都の調査でマフラーや髪留めの毛皮からホルムアルデヒドが検出されている。

## 人獣共通感染症
毛皮養殖場は、動物から人への感染症リスクが高いことが指摘されている。
毛皮用ミンク農場において新型コロナウイルス感染症が蔓延した。デンマークは200以上の毛皮農場で新型コロナウイルスが発生したことを受け、1,700万頭のミンクが殺処分された。ウイルス学者らは、毛皮産業にはパンデミックリスクがあるとして、政府に対し、毛皮養殖を「廃止」するよう求めた。
また2023 年にはフィンランドの毛皮農場が鳥インフルエンザに感染、ミンクとキツネ5万頭の殺処分をフィンランド食品当局は命令した。当局によると、ミンクは鳥インフルエンザの中間宿主となり、ウイルスがより効果的にヒトに感染する形に変異することを可能にするという。

## 品質表示の問題
日本の家庭用品品質表示法には毛皮は含まれていないため、毛皮の購入を避けたい消費者が判別することができないという問題が提起されており、国会でこの問題が何度か取り上げられている。

## 動物学における毛皮
毛皮は哺乳類の標本としても使われる。それをもとの姿に近く復元した剥製も標本として用いられる。したがって、かつては未知の地域で新種の野生動物が発見され、標本はその地域の出店の商品として入手された毛皮だった、という例がある。

## 肉の食用
毛皮を得る上で、その動物の他の部分が利用されることもある。例えば、ウサギは古くより防寒具用の毛皮として用いられ、こと第二次世界大戦以降は航空機の発達により気温の低い高高度に対応した飛行服が必要とされ、日本では大規模なウサギの養殖と毛皮加工が行われた。これらの肉は元々は不要部分ではあったのだが、これをプレスハムなどの形で加工して食品として利用することがしばしば行われた。

## 組織・団体
- 国際毛皮連盟（ドイツ語版）